# Partido Socialista Belga
El Partido Socialista Belga (en francés: Parti Socialiste belge, PSB; en neerlandés: Belgische Socialistische Partij, BSP) fue un partido político socialdemócrata que existió en Bélgica de 1945 a 1978. Durante su mandato, se introdujeron una serie de reformas sociales progresistas.
El PSB fue fundado por activistas del Partido Obrero Belga (1885-1940), que fue el primer partido socialista belga. Dejó de funcionar durante la Segunda Guerra Mundial, mientras Bélgica estaba bajo la ocupación nazi. Sus principales bases de apoyo eran los movimientos cooperativos y sindicales y obtuvo relativamente más apoyo en Valonia. Como la mayoría de las organizaciones políticas belgas, el partido apoyó una mayor integración con la Comunidad Económica Europea, aunque en un contexto socialista.
A medida que las cuestiones lingüísticas y comunitarias se volvieron más divisorias, el Partido Socialista Belga se dividió en dos nuevas entidades: el Socialistische Partij para la comunidad flamenca y el Parti Socialiste para la comunidad francófona.

## Resultados electorales
|  | 31,57 % |

|  | 29,76 % |

|  | 34,51 % |

|  | 37,34 % |

|  | 35,79 % |

|  | 36,72 % |

|  | 28,28 % |

|  | 27,10 % |

|  | 25,28 % |

|  | 26,66 % |

|  | 23,81 % |